# 二(三甲基硅基亚氨基)硫
二(三甲基硅基亚氨基)硫是一种有机硫化合物，化学式为S(NSiMe3)2(其中Me为CH3），属于二亚氨基硫类化合物。它是无色液体，可用于合成氮化硫。例如，它是合成C2(N2S)2的前驱体。
它可由氯化亚砜和二(三甲基硅基)氨基钠反应得到：
SOCl2  +  2 NaN(SiMe3)2  → S(NSiMe3)2 +  2 NaCl  +  O(SiMe3)2